# Yardena Arazi
Yardena Arazi (Hebreeuws: ירדנה ארזי) (kibboets Kabri (Galilea), 25 september 1951) is een bekende Israëlische zangeres, actrice en presentatrice.
Hoewel ze zich vrijwel uitsluitend op de Israëlische markt richtte, geniet ze ook enige internationale bekendheid door haar deelnames aan het Eurovisiesongfestival.
Vanaf de jaren 1970 trad ze op in diverse bands, waaronder Chocolad Menta Mastik. Ook acteerde ze in voorstellingen en musicals. In 1978 begon ze haar solocarrière.
In 1984 lukte het haar voor het eerst Ofra Haza te verslaan als zangeres van het jaar. Ze won de titel weer in 1985, 1987 en 1988. Haar grootste hits gedurende die periode waren Ata li Erets (jij bent het land voor mij), Sjehasjemesj ta'avor alai (dat de zon over mij mag gaan), Jesj wenidme (er is en het lijkt), Bati elecha (ik kwam naar jou), Kav Ha-ahava (de lijn van de liefde) en meer.
Momenteel is Yardena Arazi voornamelijk actief als presentatrice op de Israëlische televisie. Ze presenteert onder andere het ochtendprogramma "Café Telad", op het tweede kanaal. Ze treedt ook nog op.

## Deelnames in het Euroviesongfestival
Op het Eurovisiesongfestival 1976 in Den Haag deed ze voor het eerst mee, als lid van het damestrio "Chocolad Menta Mastik". Met het vrolijke "Emor Shalom" (vertaling: 'zeg hallo') werd ze niet onverdienstelijk 6e.
Nadat de IBA ontdekte dat Yardena naast Engels ook vloeiend Frans spreekt, werd ze door de omroep benaderd om te fungeren als medepresentatrice voor het Eurovisiesongfestival 1979 in Jeruzalem.
Vervolgens deed ze meerdere keren solo mee aan de Kdam Eurovision. Hoewel haar deelnames successen opleverden in de Israëlische hitlijsten, leidde het niet tot het felbegeerde Songfestivalticket. In 1988 werd ze door de IBA als interne kandidaat aangeduid om als Israëlische deelnemer naar Ierland af te reizen. Tijdens een live-uitzending vertolkte ze vier nummers, waarbij het nummer "Ben Adam" (vertaling: 'zoon van een mens') de meeste stemmen kreeg. Opvallend was het feit dat alle vier de nummers erg traditioneel waren, wat waarschijnlijk ingegeven was door de kritiek die de slapstick-achtige inzending van Datner & Kushnir van het jaar ervoor vanuit Israël zelf had gekregen. Het nummer "Ben Adam" werd in Dublin uiteindelijk knap 7e.
1973: Ilanit · 
1974: Poogy · 
1975: Shlomo Artzi · 
1976: Chocolad Menta Mastik · 
1977: Ilanit · 
1978: Izhar Cohen & The Alphabeta · 
1979: Gali Atari & Milk and Honey · 
1981: Hakol Over Habibi · 
1982: Avi Toledano · 
1983: Ofra Haza · 
1985: Izhar Cohen · 
1986: Moti Giladi & Sarai Tzuriel · 
1987: Lazy Bums · 
1988: Yardena Arazi · 
1989: Gili & Galit · 
1990: Rita · 
1991: Duo Datz · 
1992: Dafna Dekel · 
1993: The Shiru Group · 
1995: Liora · 
1998: Dana International · 
1999: Eden · 
2000: Ping Pong · 
2001: Tal Sondak · 
2002: Sarit Hadad · 
2003: Lior Narkis · 
2004: David D'Or · 
2005: Shiri Maimon · 
2006: Eddie Butler · 
2007: Teapacks · 
2008: Bo'az Ma'uda · 
2009: Noa & Mira Awad · 
2010: Harel Skaat · 
2011: Dana International · 
2012: Izabo · 
2013: Moran Mazor · 
2014: Mei Finegold · 
2015: Nadav Guedj · 
2016: Hovi Star · 
2017: Imri Ziv · 
2018: Netta Barzilai · 
2019: Kobi Marimi · 
2021: Eden Alene · 
2022: Michael Ben David · 
2023: Noa Kirel · 
2024: Eden Golan · 
2025: Yuval Raphael
- Bibliothèque nationale de France: cb165365996 (data)
- International Standard Name Identifier: 0000 0003 7485 2655
- Library of Congress Control Number: n99030123
- MusicBrainz: 05bafd96-ada9-43b0-a328-50d96fcbea22
- Nationale Bibliotheek van Israël: 987007313263805171
- Virtual International Authority File: 223452706
- WorldCat: E39PBJg4mCgqCmF8qCqBhwKGHC